# Jiří Kubička
Jiří Kubička (ur. 16 marca 1913 w Pradze, zm. 9 stycznia 1985 tamże) – czeski lekarz i mykolog.

## Życiorys
Rozpoczął studia na wydziale lekarskim Uniwersytetu Karola, jednak z powodu zamknięcia czeskich uniwersytetów przez niemieckich okupantów musiał przerwać naukę i pracował jako instruktor sportu. Po wyzwoleniu w maju 1945 roku przez krótki czas pracował w szpitalu dla powracających do obozów koncentracyjnych, ukończył studia medyczne i w 1945 uzyskał dyplom lekarza doktor medycyny ogólnej 7 września 1945 r.Miał żonę i dwie córki.
Do początku 1946 roku pracował w Szpitalu Wojskowym im. Masaryka w Pradze w ramach skróconej służby wojskowej, krótko jako stażysta w szpitalu w Uściu nad Łabą. Na zaproszenie Josefa Herinka do końca 1948 roku pracował w szpitalu w Trutnovie (w tym okresie został wysłany na sześć tygodni jako lekarz czechosłowackiej komisji reemigracyjnej do Oradei Mare w Rumunii). Następnie przeniósł się do Pragi. Przez miesiąc pracował w szpitalu w Motoli i przez cztery i pół roku w Bulovce na oddziale wewnętrznym, reumatologicznym i fizjoterapeutycznym. Pełnił tu wiele innych funkcji (nauczanie lekarzy, wykłady, konsultacje lekarskie, wizyty, fizjoterapia itp.).

## Mykologia
Grzybami zaczął się interesować już w 1938 roku. Wstąpił do klubu grzybiarzy przy Klubie Czechosłowackich Turystów i podczas wypraw terenowych zdobywał materiał do dalszych badań. W Posázaví odkrył kilka gatunków nowych dla Czech i Czechosłowacji, na przykład grzybówka wiosenna Mycena strobilicola, Crepidotus kubickae czy łysiczka czeska Psilocybe bohemica. Badał mykobiotę wilgotnych biotopów (źródła, torfowiska), tamy stawowych oraz południowoczeskich lasów iwapiennych terenów. Odbywał wycieczki do Karlštejnska, na Morawy i na Słowację, monitorował mykobiotę czeskich parków narodowych i rezerwatów. Brał udział w krajowych i międzynarodowych spotkaniach mykologicznych za granicą.
Specjalizował się w badaniu grzybów z rodzaju Mycena (grzybówka). Opublikował 20 artykułów naukowych o tych grzybach. Wraz z Mirko Svrčkiem badał grzyby Discomycetes. Wraz z nim lub samodzielnie utworzył wiele nowych taksonów i opisał wiele nowych gatunków. Tworzona przez niego od 1948 r. kolekcja eksykatów grzybów przechowywana jest w Muzeum Narodowym w Pradze.

## Mykotoksykologia
Połączenie praktyki lekarskiej i wiedzy mykologicznej predestynowało go do roli konsultanta praskich szpitali w przypadkach zatruć grzybami. Z zakresu mykotoksykologii opublikował (lub był współautorem) czterdziestu prac specjalistycznych poświęconych prawidłowej identyfikacji grzybów trujących i leczeniu samych zatruć. Wspólnie z J. Herinkiem opracowali metodę leczenia zatrucia muchomorem zielonawym, polegającą na podawaniu kwasu tioktowego (którego zastosowanie zaproponował J. Herink, a dawkowanie Kubička). W praktyce Kubička stosował tę terapię rozszerzoną o usuwanie toksyn z krwiobiegu odpowiednią metodą (np. wymuszoną diurezę, dializę otrzewnową, hemoperfuzję), usuwanie toksycznych pozostałości grzybów z przewodu pokarmowego za pomocą płukania żołądka i jelit, eliminację szkodliwych bakterii namnażających się w uszkodzonym przewodzie pokarmowym stosując antybiotyki i wspomagając organizm witaminą C. W 1968 r. J. Kubička i M. Svrček otrzymali nagrodę państwową za wybitne prace nad nową metodą leczenia zatrucia muchomorem zielonym.
W nazwach naukowych utworzonych przez niego taksonów dodawane jest jego nazwisko Kubička. Dla uczczenia go od jego nazwiska nadano nazwy naukowe takim gatunkom grzybów jak: Crepidotus kubickae, Ceratellopsis kubickae, Coprinus kubickae, Dasyscyphus kubickae, Pholiota kubickae.